# ピアノソナタ第3番 (スクリャービン)
ピアノソナタ第3番 嬰ヘ短調 作品23 は、アレクサンドル・スクリャービンが1897年から1898年にかけて作曲したピアノソナタ。スクリャービン初期の作品でありながら、モダニズムに向かっていく特徴がいくらか見られ、過渡的な作風を示している。

## 作曲の背景
スクリャービンは1897年8月に、改宗ユダヤ人の年下のピアニスト、ヴェーラ・イヴァノヴナ・イサーコヴィチと結婚する。ただし周囲（とりわけ庇護者で出版社社主のミトロファン・ベリャーエフ）の反対を押し切ってのことであった。自作のピアノ協奏曲をオデッサで上演した後、新妻と連れ立ってパリに行き、同地で新作のピアノ・ソナタの創作に取り掛かる。スクリャービンは完成した作品を, 廃墟と化した古城の印象を呼び覚まして「ゴチック」と呼んだという。しかしながら数年後には、このソナタに別の標題を考え出して、「心髄の様相」との副題を付けた。曰く、
| 「 | （第1楽章は、）気ままで荒々しい魂が、苦悶や闘争の渦中に投げ込まれるさまを表す。（第2楽章は、）あからさまに束の間の、思い違いの小休止。苦悩することに疲れた魂は、あらゆることと引き換えに、忘れること、歌うこと、そして飾り立てることを求める。リズムの軽やかさも和声のかぐわしさも、見てくれだけにすぎないのに、そこでは不安で遣る瀬無い魂がきらめいている。（第3楽章は、）甘美で物悲しい情感の海（に比せられうる）。すなわち、愛、悲しみ、ぼんやりした欲望、曰く言いがたい思い、ほのかな夢の幻影……。（終楽章では、）存在の深みから創造的な人間の恐ろしげな声がして、その人間の凱歌が響き渡る。しかし、まだ人間は頂点に立つには弱すぎて、時に挫折を感じながら、非有の奈落に沈み込む。 | 」 |

また、スクリャービンはアンダンテ楽章を演奏したとき、「ここで星たちが歌う!」と叫んだと伝えられる。
スクリャービンはカミーユ・サン＝サーンスやエドヴァルド・グリーグと同じく、自作の録音を後世に遺すことのできた作曲家であり、1912年以前に本作をフプフェルト＝フォノーラ社（ドイツの自動ピアノ製造会社）のピアノロールに録音している。その演奏は、出版譜からかなり逸脱が見られる。

## 楽曲構成と内容
以下の4楽章から成り、全曲を演奏するのに平均18分を要する。
1. ドランマティコ Drammàtico
2. アレグレット Allegretto
3. アンダンテ Andante
4. プレスト・コン・フォーコ Presto con fuoco

興味深いことにこのソナタは、保守的な特徴とモダンな特徴とを同時に見せ付けている。しかしながらスクリャービンはこの作品に、説得力をもって統一された感じを与えている。
例えば第1楽章は、著しくバランスのとれたソナタ形式で作曲されている。展開部の開始でさえ、二重線によって丁寧に区切られている。呈示部、展開部、再現部はみなほとんど同じ長さである。展開部は、20小節の長さの部分によってはっきり別れ、境目となる部分（第74小節と第75小節）は、楽章のほとんどど真ん中である。呈示部のフレーズの長さは、8小節×3（第1主題と経過句）、6小節×3（第2主題）、4小節×3（結句）となっている。調体系も同じように統制されており、経過句は近親調へ相応に転調する。呈示部はイ長調で終わり、再現部は相応に嬰ヘ長調で終わる。
展開部の開始は、第1主題に第2主題を包み込ませることによって、両主題を結合させている。この手の込んだテクスチュアは、ついに半音階（第2主題）と、第1主題の省略に濃縮され、羽目を外して熱狂的に繰り返される。
統一されたアフェクトの確立に使われるもう一つの表現手段は、抜本的な表現力をもって各楽章に染み渡っている特徴的なリズム動機の用法である。第1楽章の「ドランマーティコ」の発想記号は、言葉の古典的な意味での「ドラマ」ではなく、繰り返される爆発的なリズムの燃焼である。
同じように、アレグレット楽章の中間部では、バロック音楽風の16分音符による三連符が繰り返される。
よりロマンティックな着想は、後半2楽章を開始主題の（ピアニッシモによる）回想によって結びつけたり、アンダンテ楽章の主題を終楽章において「マエストーソ」で再現したりするような、循環形式の用法に見られる。